# Stuart McCall
Andrew Stuart Murray McCall (Leeds, Inglaterra, 10 de junio de 1964) es un exfutbolista escocés que jugaba de centrocampista y se retiró en 2005, jugando hasta los 41 años. Actualmente es asistente técnico de Paul Heckingbottom en el Preston North End Football Club de la EFL Championship de Inglaterra.

## Clubes

### Como jugador
| Club                   | País       | Año       |
| ---------------------- | ---------- | --------- |
| Bradford City A. F. C. | Inglaterra | 1982-1988 |
| Everton F. C.          | Inglaterra | 1988-1991 |
| Rangers F. C.          | Escocia    | 1991-1998 |
| Bradford City A. F. C. | Inglaterra | 1998-2002 |
| Sheffield United F. C. | Inglaterra | 2002-2005 |

### Como entrenador
| Club                    | País       | Año       |
| ----------------------- | ---------- | --------- |
| Bradford City A. F. C.  | Inglaterra | 2007-2010 |
| Motherwell F. C.        | Escocia    | 2010-2014 |
| Rangers F. C.           | Escocia    | 2015      |
| Bradford City A. F. C.  | Inglaterra | 2016-2018 |
| Scunthorpe United F. C. | Inglaterra | 2018-2019 |
| Bradford City A. F. C.  | Inglaterra | 2020      |

## Palmarés
Rangers F. C.
- Premier League de Escocia: 1991-92, 1992-93, 1993-94, 1994-95, 1995-96, 1996-97
- Copa de Escocia: 1992, 1993, 1996
- Copa de la Liga de Escocia: 1993, 1994